# Ejido el Jaral
Ejido el Jaral är en ort i Mexiko.   Den ligger i kommunen Corregidora och delstaten Querétaro Arteaga, i den centrala delen av landet, 170 km nordväst om huvudstaden Mexico City. Ejido el Jaral ligger 2 150 meter över havet och antalet invånare är 108.
Terrängen runt Ejido el Jaral är platt åt nordväst, men åt sydost är den kuperad. Runt Ejido el Jaral är det ganska tätbefolkat, med 104 invånare per kvadratkilometer. Närmaste större samhälle är El Pueblito, 16,3 km norr om Ejido el Jaral. Trakten runt Ejido el Jaral består till största delen av jordbruksmark.